# Арчер, Томас
Томас Кроксен Арчер (1817—1885) — британский ботаник и первый директор Национального музея Шотландии (занимал эту должность с 1864 года и вплоть до своей смерти). Член обществ. При описании ботанических таксонов его имя сокращают до Archer.

## Биография
С 1842 по 1856 работал на таможне в Ливерпуле. Там же в медицинской школе и затем в колледже Арчер изучал ботанику. В колледже он стал профессором ботаники. В 1860—1864 работал суперинтендантом, а затем директором Индустриального музея Шотландии. Затем до конца жизни являлся директором Национального музея Шотландии.
Был членом Королевского Шотландского общества Искусств (Royal Scottish Society of Arts) с 1861 года и его президентом с 1874. Член и в 1861—1862 годах президент Ботанического общества Эдинбурга, член Эдинбургского королевского общества.

## Личная жизнь
27 декабря 1841 года женился в Лондоне на Мэри Элеонор Салмон. К 1861 году у него было семь детей.